# Forces armées birmanes
Les forces armées birmanes, officiellement connues sous le nom de Tatmadaw (en birman : တပ်မတော်, [taʔmədɔ̀]) sont l'organisation militaire de la Birmanie (république de l'union du Myanmar). Placées sous l'autorité du ministère birman de la Défense, elles sont composées de l'armée birmane (armée de terre), de la marine birmane et de la Force aérienne du Myanmar. Elles disposent également de services auxiliaires, comme la police militaire birmane, les milices populaires birmanes et les forces frontalières, connues sous le nom de Na Sa Kha.
En 2011, le budget de l'armée s'élevait à 2,04 milliards de $, soit 4,75 % du PIB birman.
La Tatmadaw compte environ 492 000 soldats, plus 72 000 paramilitaires, ce qui en fait la deuxième armée d'Asie du Sud-Est après l'Armée populaire vietnamienne.
En théorie, tous ses membres sont volontaires, même si le gouvernement peut déclarer la conscription pour défendre le pays. En pratique, la Tatmadaw enlève des enfants pour les enrôler et oblige des civils au travail forcé, notamment dans les mines. Depuis l'indépendance du pays en 1948, elle a été presque constamment aux prises avec des insurrections ethniques, une importante dissidence politique et les armées de ceux des narco-trafiquants qu'elle ne contrôle pas. Elle a considérablement accru ses effectifs, mais continue de souffrir de son armement vieillissant et de sa dépendance du marché international pour le renouvellement de celui-ci[réf. nécessaire].
Le 27 mars est un jour férié au Myanmar, en l'honneur des forces armées,.

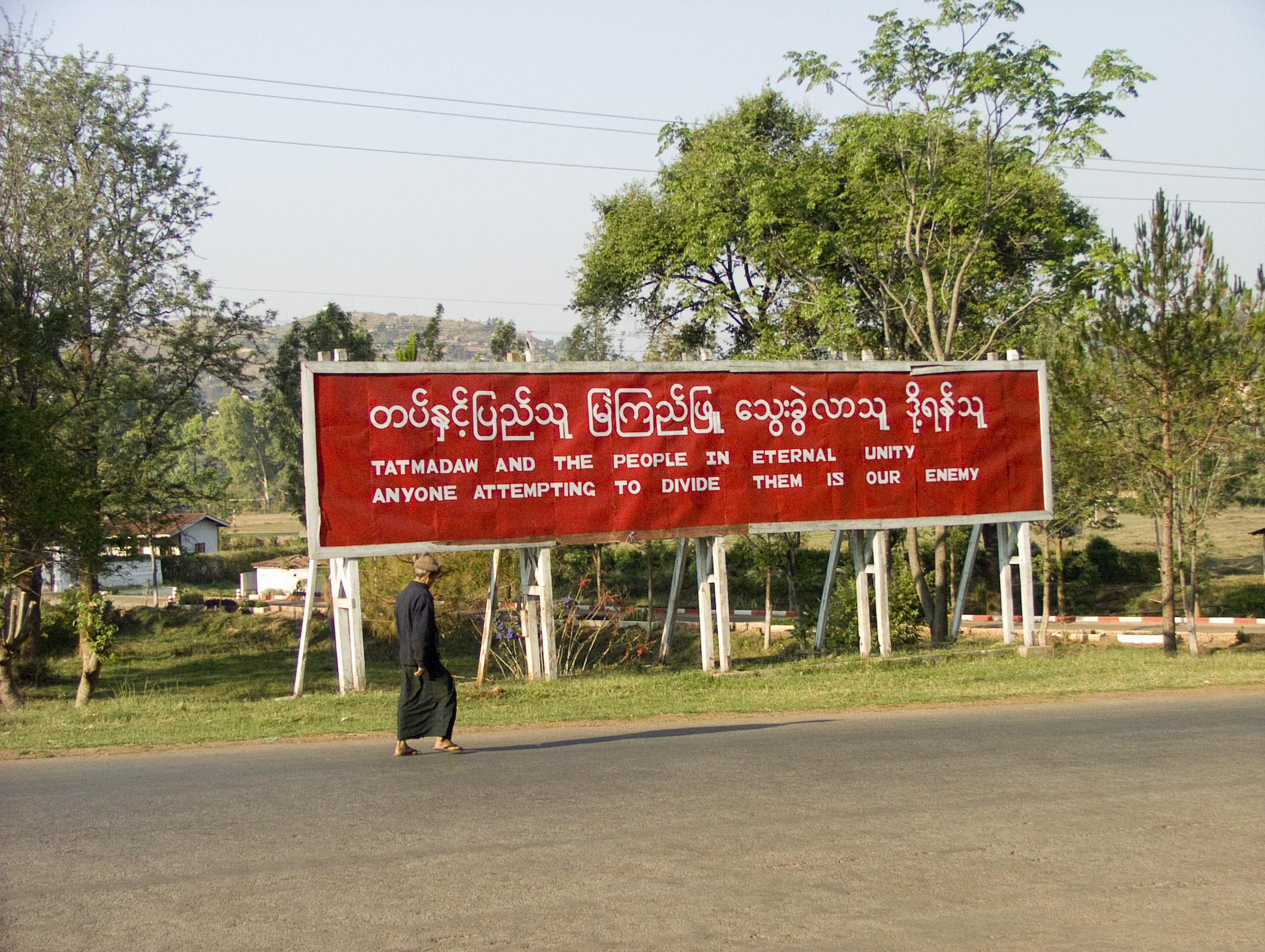
Propagande de la Tatmadaw (2008). Texte en birman et en anglais : La Tatmadaw et le peuple à jamais unis ; qui tente de les diviser est notre ennemi.

## Histoire

### Indépendance et guerre civile
La première doctrine militaire birmane fut développée au début des années 1950 pour lutter contre la menace d'ennemis extérieurs plus puissants, par une stratégie de guerre conventionnelle visant à interdire l'accès au territoire national. Les menaces à la sécurité de l'état étaient perçues comme extérieures plutôt qu'intérieures, la menace intérieure étant traitée par un mélange de force et d'action politique. Le lieutenant-colonel Maung Maung conçut une doctrine de défense basée sur l'emploi de grandes divisions d'infanterie, de brigades blindées et motorisées, avec une mobilisation de masse pour l'effort de guerre. L'objectif était de contenir les forces ennemies à la frontière pendant au moins trois mois en attendant l'arrivée des forces internationales, comme celles qui étaient intervenues sous la direction des Nations unies au moment de la guerre de Corée. Cependant cette stratégie conventionnelle de guerre totale ne prenait pas en compte la faiblesse des structures de commandement et de la logistique, ni celle de l'économie et des organisations de la défense civile.
Au début des années 1950, alors que la Tatmadaw avait réussi à maîtriser les insurrections marxiste, karen et mône et à rétablir son contrôle sur la plus grande partie du territoire, les troupes du Kuomintang (KMT) du Général Li Mai envahirent le nord du pays avec le soutien des États-Unis. Elles souhaitaient utiliser la Birmanie comme une base pour attaquer la république populaire de Chine, ce qui faisait de la Chine elle-même une menace pour le pays. La doctrine fut testée pour la première fois en février 1953 lors de l'Opération « Naga Naing » contre le Kuomintang. Comme elle ne prenait pas en compte le soutien logistique et politique des États-Unis, l'affrontement se solda par une défaite humiliante de la Tatmadaw. Son commandement affirma que la couverture médiatique excessive des opérations en était en partie responsable. Maung Maung expliqua par exemple que des journaux comme The Nation avaient publié des reportages détaillés sur l'entraînement et la position des troupes, allant jusqu'à citer les noms et les origines des commandants des opérations, réduisant à néant l'effet de surprise. Le colonel Saw Myint, commandant en second de l'opération, se plaignit aussi des longues lignes de communication et de la pression excessive exercée sur les unités en termes de relations publiques, pour prouver que le peuple soutenait l'opération.

### Du Kuomintang à 1988
En dépit de cet échec, la Tatmadaw continua à s'appuyer sur cette doctrine jusqu'au milieu des années 1960. Elle fut constamment revue et modifiée au cours des combats contre le Kuomintang, mais elle perdit progressivement sa pertinence à mesure que celui-ci et les autres insurrections adoptaient des stratégies de guerre asymétrique et de guérilla,. Lors de la Conférence annuelle de l'État-Major de 1958, le colonel Kyi Win présenta un rapport soulignant la nécessité d'une nouvelle doctrine militaire. Il déclara que « La Tatmadaw n'avait pas une stratégie claire pour traiter les insurrections. » La plupart de ses chefs avaient fait partie de la guérilla contre les britanniques, puis les japonais au cours de la campagne de Birmanie, mais ils restaient très ignorants en matière de contre-insurrection et de lutte anti-guérilla. La Tatmadaw se basa sur le rapport du colonel Kyi Win pour commencer à développer une doctrine militaire allant dans ce sens.
Le 2 mars 1962, l'armée birmane commandée par le général Ne Win a pris le pouvoir par un coup d'État et formé l’Union Revolutionary Council. Le pays a été dirigé par d'une main de fer par l'armée jusqu'à 1988, date d'importantes manifestations pacifiques débouchant sur l'établissement du Conseil d’État pour la restauration de la loi et de l’ordre (SLORC) renommé en 1997 Conseil d'État pour la paix et le développement (SPDC). En 2011, celui-ci laisse place à un gouvernement civil dirigé par son chef, le général Thein Sein, élu président le 30 mars.

## Composantes

### Armée birmane (Tatmadaw Kyee)
L'armée de terre a toujours été la composante principale de la Tatmadaw ; elle a toujours absorbé la plus grande partie du budget militaire du pays,. Elle a joué un rôle essentiel dans la lutte contre la quarantaine de groupes insurgés depuis 1948 et acquis la réputation d'une force brutale et pleine de ressources. En 1981, elle était décrite comme « probablement la meilleure [armée] d'Asie du Sud-Est, à l'exception de celle du Viêt Nam ». Ce jugement a été repris en 1983, lorsqu'un autre observateur a noté que « l'infanterie birmane est généralement évaluée comme l'une des plus fortes et expérimentée en Asie du Sud-Est ».

### Aviation birmane (Tatmadaw Lei)
Personnel : 23 000
L'aviation birmane a été créée le 16 janvier 1947, alors que la Birmanie était encore sous domination britannique. En 1948, sa flotte comprenait 40 Airspeed Oxford, 16 de Havilland Tiger Moth, 4 Auster et 3 Supermarine Spitfire cédés par la Royal Air Force, avec quelques centaines de soldats. Sa mission principale depuis sa création est de fournir un soutien logistique et opérationnel à l'armée de terre lors des opérations de contre-insurrection. Au cours de son histoire, elle n'a jamais été engagée en combat aérien.

### Marine birmane (Tatmadaw Yay)
La marine birmane compte environ 19 000 hommes et femmes (dont deux bataillons d'infanterie de marine). Formée en 1940, elle joua malgré sa petite taille un rôle actif dans les opérations alliées contre les japonais au cours de la Seconde Guerre mondiale. Elle dispose aujourd'hui de plus de 122 navires[Quand ?]. Avant 1988, elle était petite et son rôle dans les opérations de contre-insurrection était moins évident que celui de l'armée de terre et de l'aviation. Pourtant elle a toujours joué un rôle important dans la sécurité du pays ; elle a été considérablement augmentée ces dernières années pour disposer de capacités en haute-mer. En mars 2020, elle reçoit un sous-marin de la classe Kilo d'origine soviétique de la marine indienne.

### Police birmane (Myanmar Yae Tat Phwe)
La police birmane, jadis connue sous le nom de Force de police du peuple (birman ျပည္သူ႔ရဲတပ္ဖဲြ႔ ), a été créée en 1964 comme un département du ministère de l'Intérieur birman. Elle a été réorganisée le 1er octobre 1995 et intégrée informellement à la Tatmadaw. Son actuel directeur général est le général de brigade Khin Yi, dont le quartier-général est à Rangoon. Sa structure de commandement est basée sur les juridictions civiles. Chacun des sept états et des sept régions a sa propre police, commandée depuis sa capitale. Israël et l'Australie fournissent souvent des spécialistes pour améliorer l'entrainement de cette police[réf. nécessaire]
Personnel : 72 000 (dont 4 500 membre des forces spéciales)

### Forces frontalières birmanes (Na Sa Kha)
Les forces frontalières (Na Sa Kha) sont maintenant présentes sur les cinq frontières internationales du pays. Elles sont principalement formées de membres de la Tatmadaw (dont des agents de renseignement), assistés de membres de la police militaire, d'agents de l'immigration et des douanes. Leurs effectifs totaux sont inconnus.